# 765 pr. n. št.

## Rojstva
- Sargon II.,  asirski kralj († 705 pr. n. št.)

## Smrti
- Alara, kralj Kuša (* ni znano)